# Beduído e Veiros
Beduído e Veiros (llamada oficialmente União das Freguesias de Beduído e Veiros) es una freguesia portuguesa del municipio de Estarreja, distrito de Aveiro.

## Historia
Fue creada el 28 de enero de 2013 en aplicación de una resolución de la Asamblea de la República de Portugal promulgada el 16 de enero de 2013 con la unión de las freguesias de Beduído y Veiros, pasando su sede a estar situada en la antigua freguesia de Beduído.

## Demografía
| Gráfica de evolución demográfica de Beduído e Veiros entre 2011 y 2021 |
|                                                                        |
| Datos según el nomenclátor publicado por el INE portugués.             |